# Sady nad Torysou
Sady nad Torysou (Hongaars: Beszter) is een Slowaakse gemeente in de regio Košice, en maakt deel uit van het district Košice-okolie.
Sady nad Torysou telt 1.798 inwoners.